# ジブチ共和国における自衛隊拠点
ジブチ共和国における自衛隊拠点（ジブチきょうわこくにおけるじえいたいきょてん、英語: Japan's Self Defense Force base in Djibouti）は、ジブチ共和国の首都ジブチにあるジブチ国際空港の敷地内に設置された自衛隊の海外拠点である。ソマリア沖・アデン湾において当時頻発していた海賊被害に対応するため、2011年（平成23年）7月に自衛隊初の海外拠点として開所され、現在約400名の自衛官が派遣されている。

## 概要
以下の派遣部隊が拠点にしており、その他、航空自衛隊第1輸送航空隊のC-130輸送機が空輸支援として、ジブチへの人員や器材の輸送を行なっている。隊員は基本的に4ヶ月毎に交代する。

### 派遣海賊対処行動航空隊（DAPE）

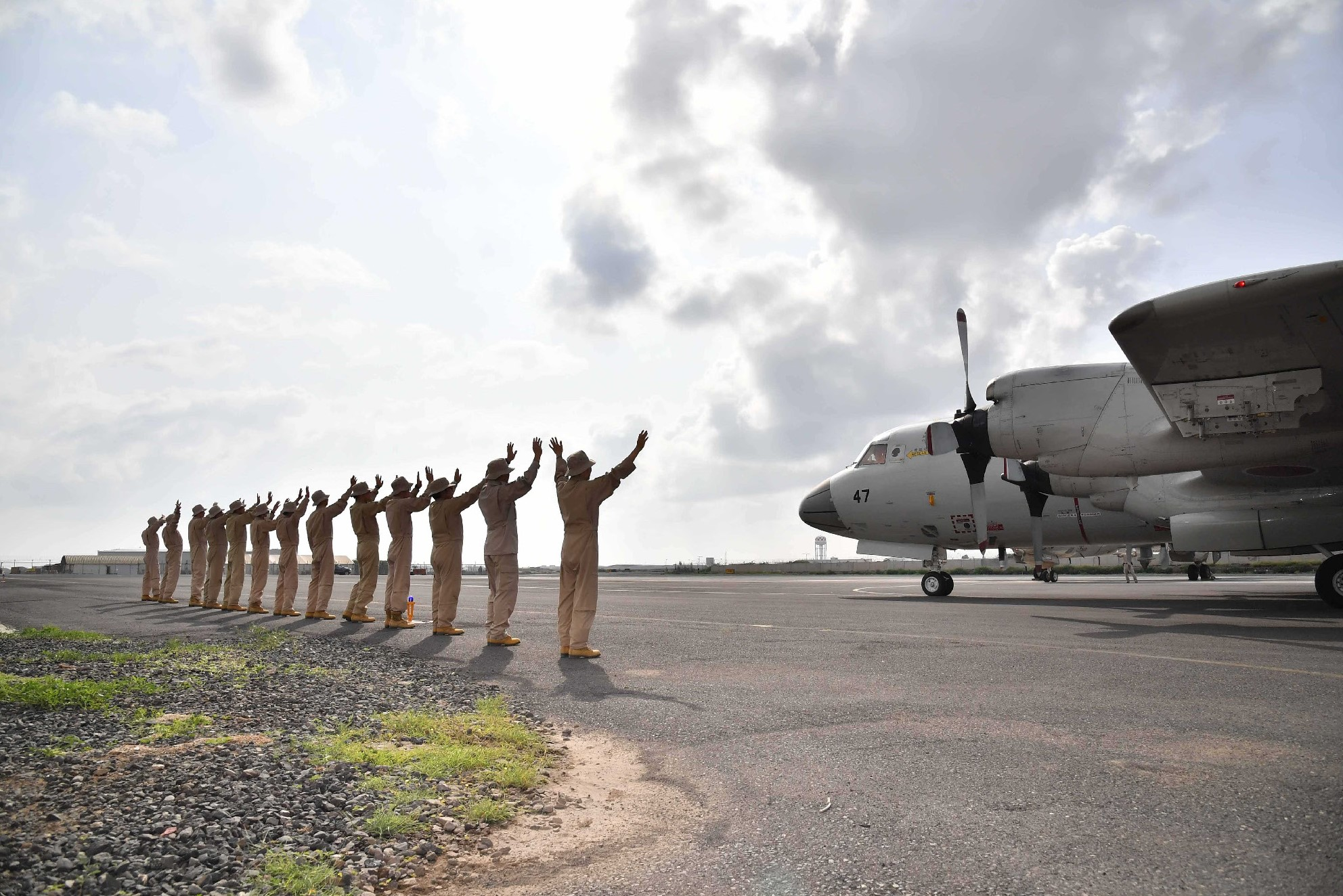
出発するP-3Cを見送る自衛隊員

派遣海賊対処行動航空隊（Deployment Air force Counter Piracy Enforcement, DAPE）は海上自衛隊による部隊で、P-3C哨戒機1機による飛行隊と整備補給隊により編成され、ジブチ国際空港を拠点に活動する。

### 派遣海賊対処行動支援隊（DGPE）
派遣海賊対処行動支援隊（Deployment Support-Group for Counter Piracy Enforcement, DGPE）は海上自衛隊と陸上自衛隊の統合部隊であり、ジブチ国際空港を拠点に活動する。
海上自衛隊から約30名、陸上自衛隊からは軽装甲機動車などを装備する約80名が参加し、基地業務と警護を担当している。陸上自衛官は色合いを砂漠用に変化させた「砂漠用迷彩服」を着用している。

### 施設
宿舎は基本的に個室でエアコン完備。その他日本式の大浴場や、厚生棟・体育館・ジムなどがある。任務状況の報告に加え、日本に住む家族等との連絡なども考慮し、電話やインターネット設備なども完備されている。

## 経緯

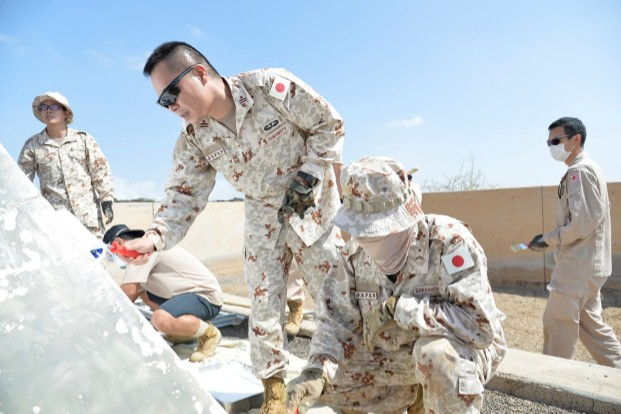
アッサル湖に向かう道中にある日本人の慰霊碑を清掃する駐留自衛隊員。

当初、航空隊はジブチ国際空港に隣接するアメリカ軍キャンプ・レモニエを拠点にしており、哨戒機は空港内に駐機していた。しかし駐機場まで移動に時間がかかり、夏には気温が50℃を超える炎天下で整備を行っていたため、ジブチ政府から空港内の12ヘクタールを借りて整備用格納庫、宿舎、駐機場などを整備することになった。2011年6月1日には、自衛隊初の恒久的な海外施設となる基地が開設された。
2014年7月、派遣実施計画の見直しにより、「派遣海賊対処行動航空隊（DAPE）」の業務隊、警衛隊及び警務隊が分離し、「派遣海賊対処行動支援隊（DGPE）」が新編された。2017年には東側の3ヘクタールの土地を追加で借り上げ、面積は計15ヘクタールとなった。
なお、2011年に拠点として恒久化したことについて、「海賊の成敗は飽くまで名目上の目的であり、実際の目的は海洋進出を目論む中華人民共和国の牽制とシーレーンの防衛である」と指摘する者もいる。
2017年、中国人民解放軍海軍はジブチ港を拡張して建設されたドラレ港に初の海外基地となるジブチ保障基地を建設し、海賊対策任務を行っている。この基地が真珠の首飾り戦略のキーストーンの一つとみられている。
2023年には、紅海沿岸のスーダン・イスラエル両国で起きた武力衝突において、邦人等輸送の拠点として利用されている。

## 疑惑

### 労働者に対する威圧
日本共産党の機関誌であるしんぶん赤旗は2017年（平成29年）、ジブチ基地の業務委託企業に対して、ジブチ人労働者90人の解雇をめぐる労働争議が発生し、その際に自衛隊員がジブチ人労働者を装甲車や銃で威圧したと報じた。本件について防衛省は威嚇していないと回答している。